# Hans Albers

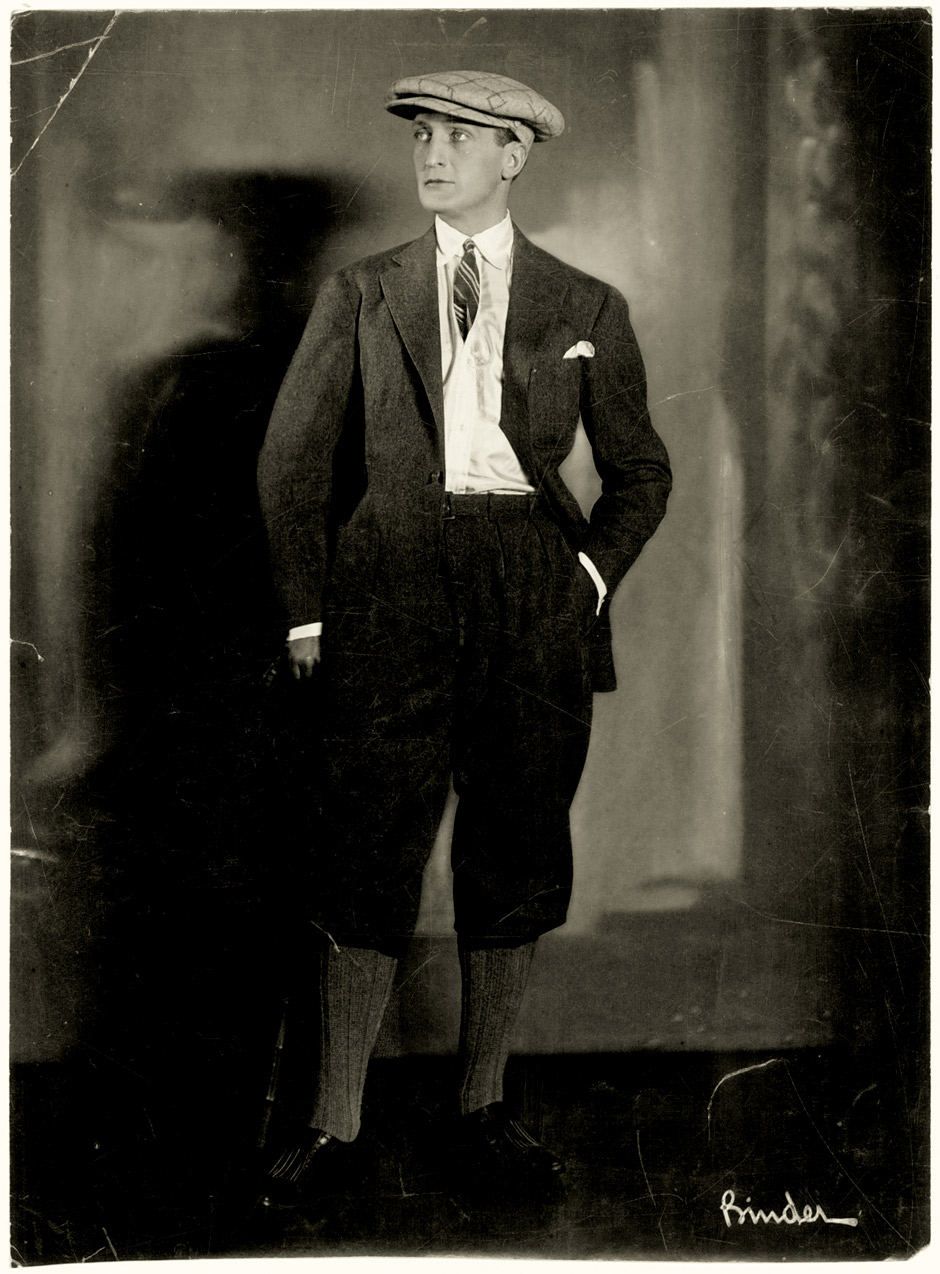
Hans Albers, Foto: Alexander Binder, 1922

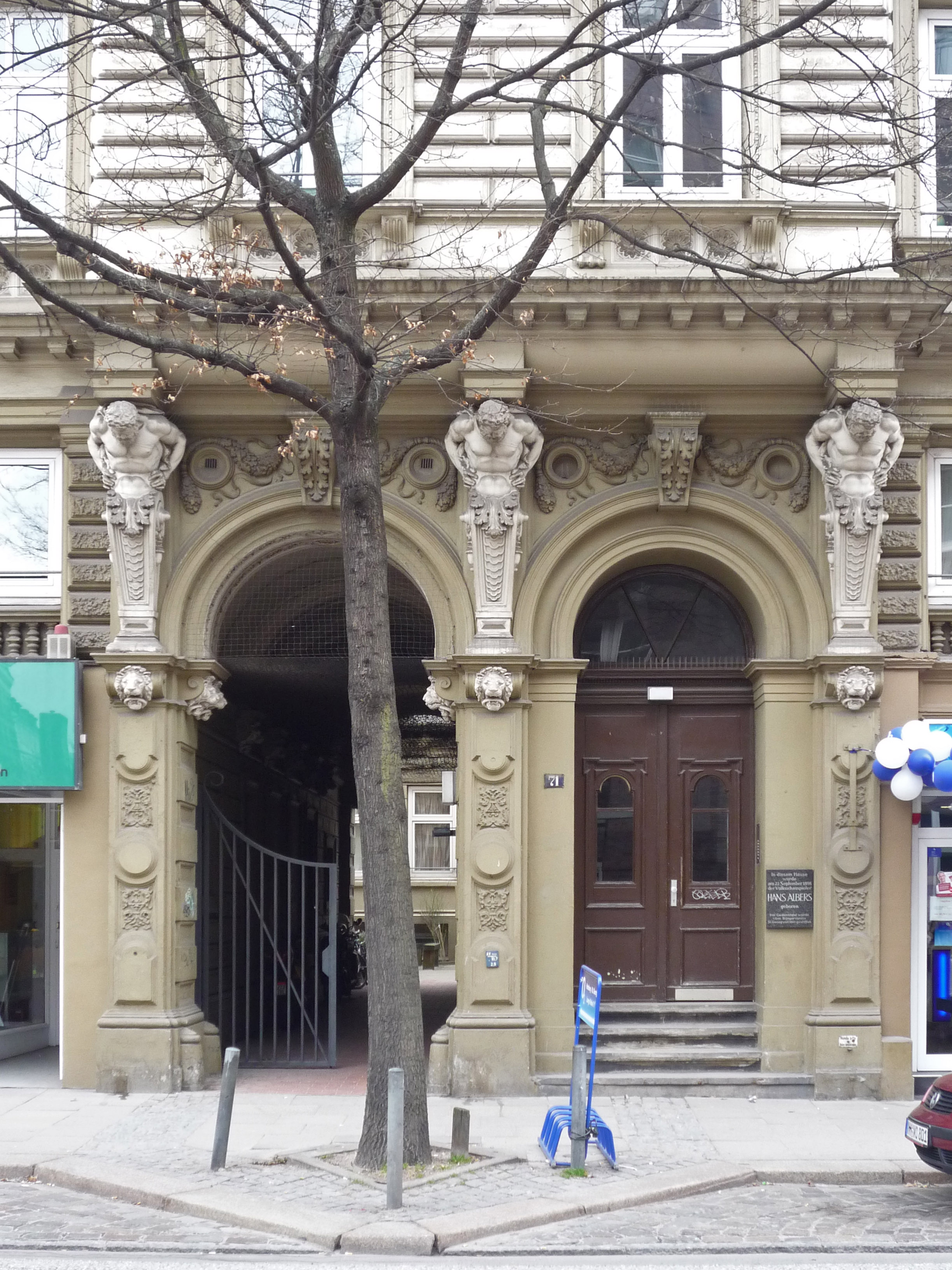
Geburtshaus von Hans Albers in Hamburg-St. Georg, Lange Reihe 71

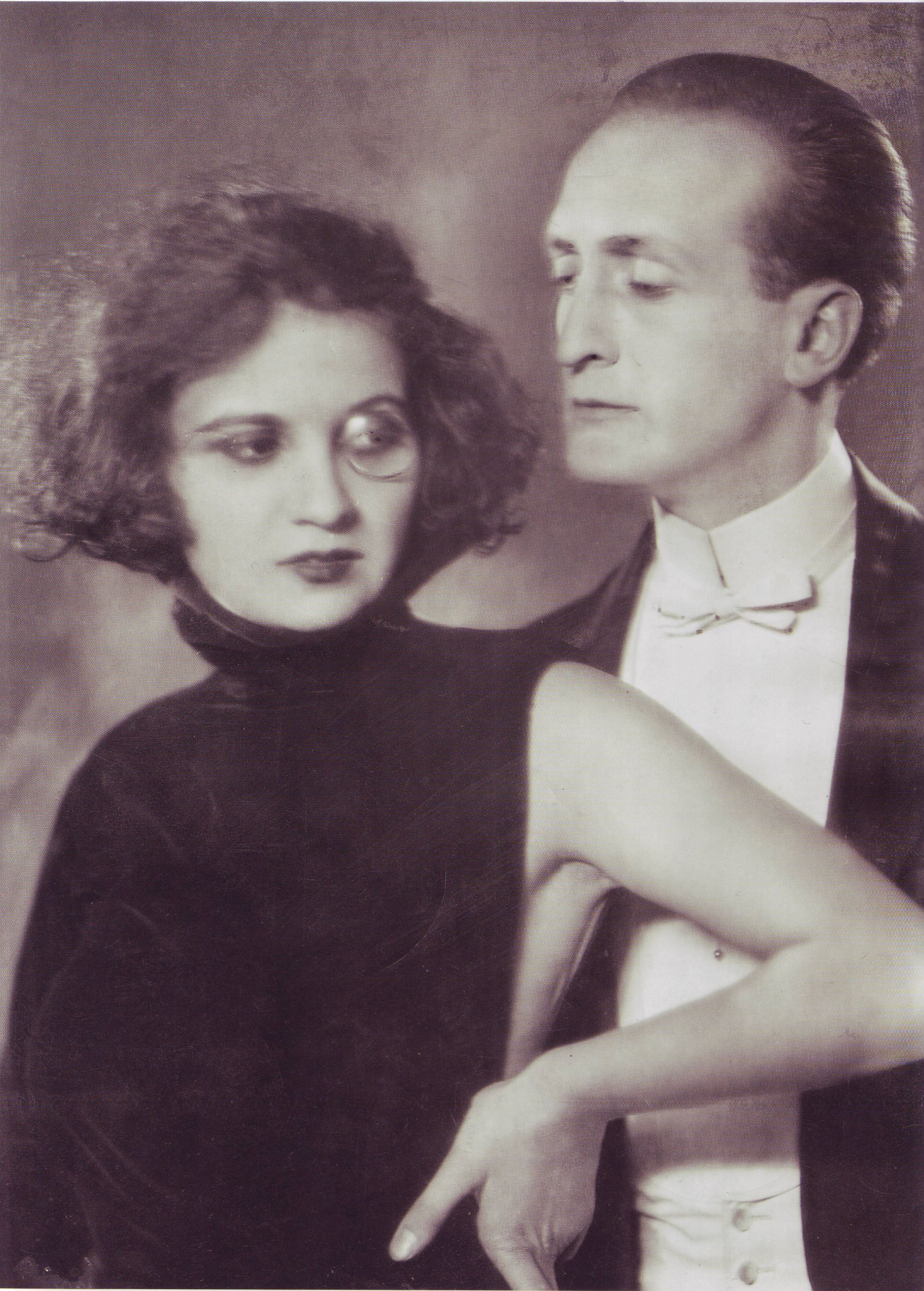
Hans Albers mit der Tänzerin Jenny Steiner, Foto: Alexander Binder, 1924

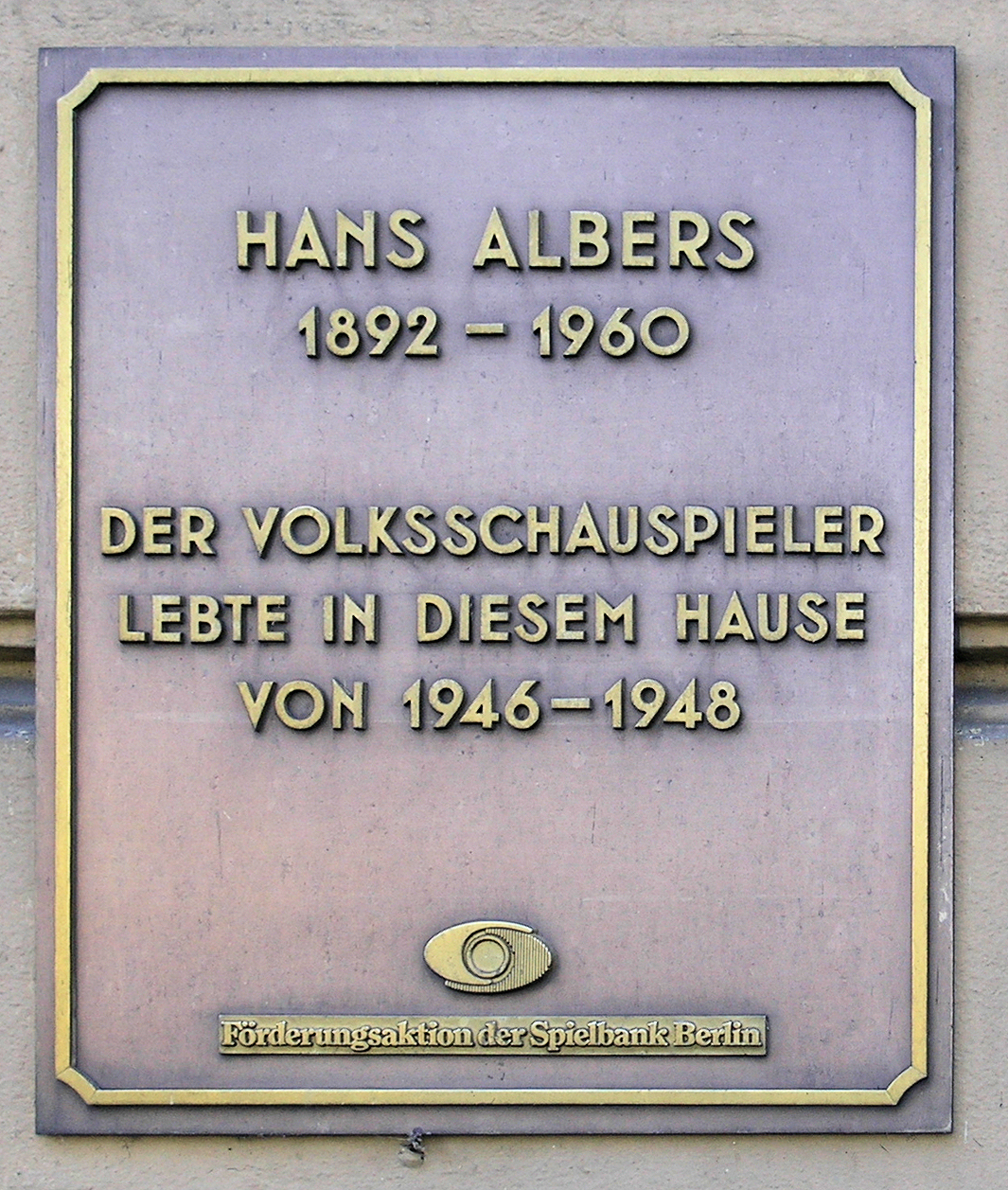
Gedenktafel am Haus Schöneberger Ufer 61 in Berlin-Tiergarten (mit fehlerhaftem Geburtsjahr)

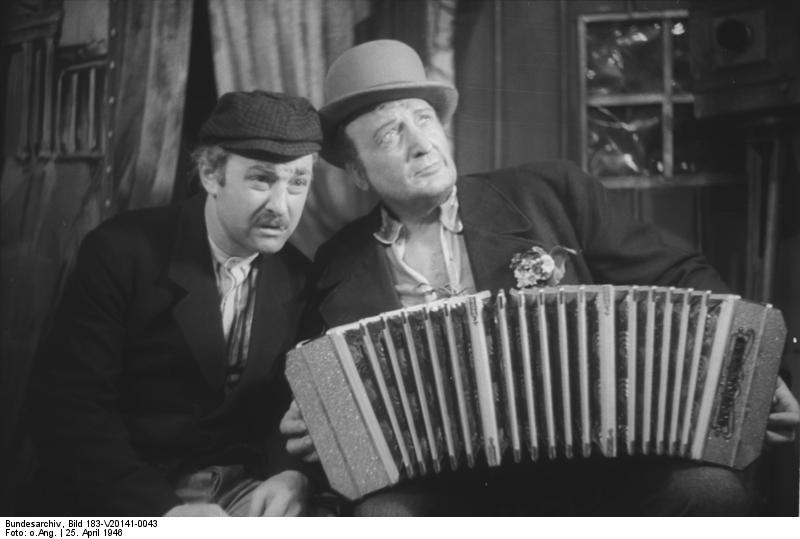
Hans Albers (rechts) in seiner Paraderolle als Liliom im Berliner Hebbeltheater, 1946

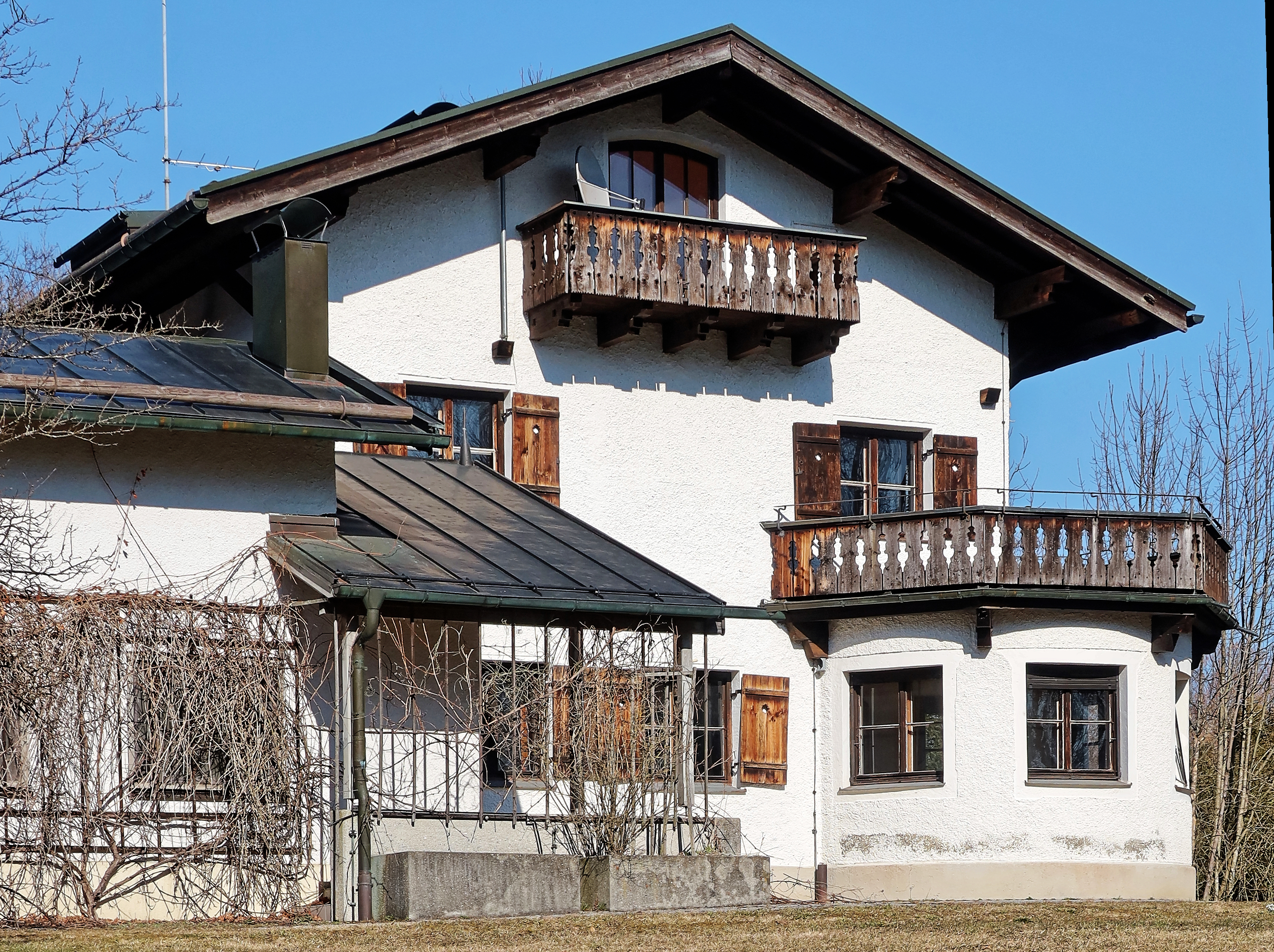
Hans-Albers-Villa in Garatshausen

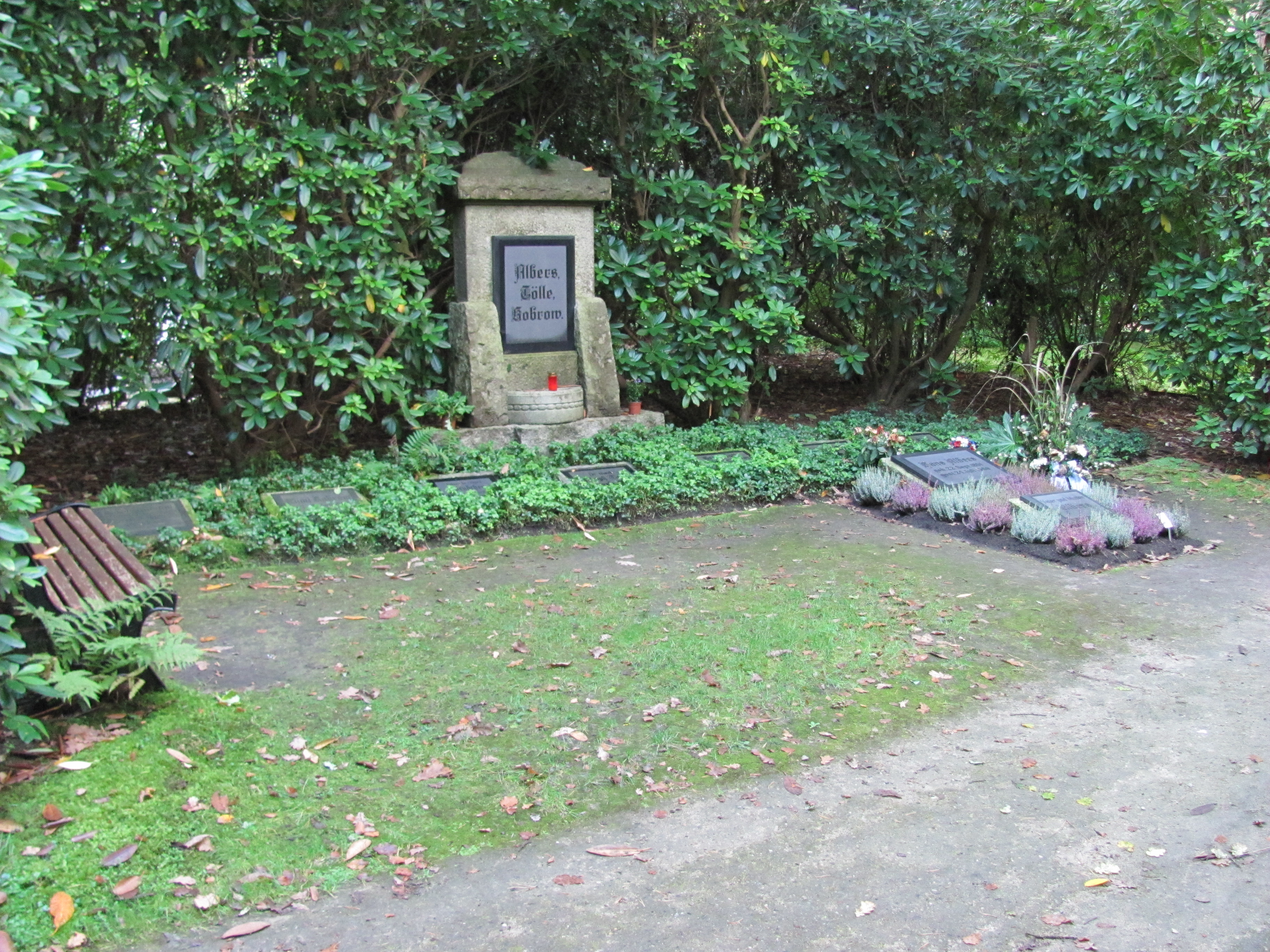
Grabstätte von Hans Albers auf dem Ohlsdorfer Friedhof in Hamburg

Hans Philipp August Albers (* 22. September 1891 in Hamburg; † 24. Juli 1960 in Berg, Bayern) war ein deutscher Schauspieler und Sänger, der als „blonder Hans“ zum Volksidol wurde.

## Biografie
Hans Albers wurde als Sohn des Schlachtermeisters Philipp Albers (genannt „Schöner Wilhelm“) und dessen Frau Johanna Dorothea, geborene Rathjen, in der Langen Reihe 71 in Hamburg-St. Georg als jüngstes von sechs Kindern geboren. Er besuchte die Uhlenhorster Oberrealschule und wurde nach einem tätlichen Konflikt mit einem prügelnden Lehrer als Quartaner der Schule verwiesen. Ähnliches erlebte er in der St.-Georgs-Realschule. Mehr Anerkennung fand Albers als begeisterter Jungsportler im Schwimmklub Alster. Er begann in der Folge eine Kaufmannslehre und war in einer Frankfurter Seidenfirma tätig.
Seine Schauspielkarriere begann er am dortigen Neuen Theater, anfangs mit mäßigem Erfolg. Er hatte ohne Wissen seines Vaters mit heimlicher finanzieller Unterstützung seiner Mutter privaten Unterricht genommen. In der Spielzeit 1912/13 debütierte er am Stadttheater Güstrow, meist in der Rolle des jugendlichen Liebhabers. Seine Gage betrug zwischen 60 und 120 Mark im Monat; er musste dafür auch bei Bühnenarbeiten mithelfen.
Er wurde im Ersten Weltkrieg 1915 zum Heer eingezogen und an der Westfront als Soldat des Reserveinfanterieregiments 31 schwer verwundet. In einem Wiesbadener Krankenhaus gelang es, sein zerschossenes Bein wiederherzustellen. Gegen eine drohende Amputation hatte er sich – nach eigenen Worten – vehement gewehrt. Nach seiner Entlassung trat er am dortigen Residenztheater in Possen, Lustspielen und Operetten auf.

### Nach dem Ersten Weltkrieg
Ab 1917 lebte Albers in Berlin. Nach dem Ersten Weltkrieg spielte er an verschiedenen Berliner Theatern und an der Komischen Oper vor allem komische Rollen in Operetten und Lustspielen. Ab Mitte der 1920er Jahre etablierte er sich mit Gesang und Akrobatik als Hauptdarsteller in Revuen unter anderem von Rudolf Nelson. Sein erster großer Sprechtheater-Erfolg war 1928 die Rolle des Kellners Gustav Tunichtgut im Stück Die Verbrecher von Ferdinand Bruckner.
Der jüdische Schauspieler Eugen Burg war sein Lehrer und Förderer.
Im Jahr 1920 lernte Albers, der damals noch mit Claire Dux verheiratet war, seine zukünftige Lebensgefährtin, die Schauspielerin Hansi Burg (1898–1975), kennen, die Tochter seines Mentors Eugen Burg. Hansi Burg und Albers wohnten um 1925 zunächst unter verschiedenen Adressen im Berliner Stadtbezirk Charlottenburg. Später lebten sie zusammen und mieteten die Villa Oeding am Wannsee als Wochenenddomizil.
Nach über hundert Stummfilmrollen spielte Albers 1929 in einem der ersten deutschen Tonfilme, Die Nacht gehört uns und kurz darauf an der Seite von Marlene Dietrich in Der blaue Engel. Die Rolle des Artisten Mazeppa in diesem Film war seine einzige Nebenrolle nach Einführung des Tonfilms. Hauptdarsteller Emil Jannings, später Aufsichtsratsvorsitzender des Tobis-Tonbild-Syndikats, hatte allerdings dafür gesorgt, dass entscheidende Szenen mit Albers aus der fertigen Fassung herausgeschnitten wurden.
1930 drehte er unter der Regie des späteren Präsidenten der Reichsfilmkammer Carl Froelich die Komödie Hans in allen Gassen. In den letzten Jahren der Weimarer Republik war Hans Albers neben sehr erfolgreichen Filmen wie Bomben auf Monte Carlo (1931) oder F.P.1 antwortet nicht (1932) erneut in großen Theaterrollen zu sehen, wie z. B. zusammen mit Fritz Kortner in Rivalen oder in Ferenc Molnárs Liliom. Letzteres wurde seit seiner ersten Darstellung am 7. Januar 1931 an der Volksbühne Berlin zu seiner Paraderolle, die er bis zur Absetzung des Stücks durch das NS-Regime (weil Molnár Jude war) und dann wieder nach dem Zweiten Weltkrieg spielte; hier sang er das Rummelplatz-Ausruferlied Komm auf die Schaukel, Luise.

### Zeit des Nationalsozialismus
Nach der Machtübernahme durch die NSDAP drängte man Albers zur Trennung von seiner Lebensgefährtin Hansi Burg, die aus einer prominenten jüdischen Künstlerfamilie stammte. Nach einiger Zeit gab Albers diesem Drängen nach und gab in einem Schreiben vom 15. Oktober 1935 an Joseph Goebbels offiziell die Trennung von Hansi Burg bekannt. Burg und Albers lebten jedoch weiterhin zusammen am Starnberger See in Albers Villa in Garatshausen, die er 1935 käuflich erwarb.
Albers drehte weiterhin erfolgreich Filme, wenngleich er bis 1945 nicht mehr ans Theater ging, um sich dem Einfluss der Nationalsozialisten zu entziehen. Für Hansi Burg wurde Deutschland indes zu gefährlich. Sie emigrierte 1939 über die Schweiz nach England und kehrte erst 1946 nach Garatshausen zurück.
Aus dem Jahr 1937 stammte die UFA-Kriminalkomödie Der Mann, der Sherlock Holmes war, bei dem Albers gemeinsam mit Heinz Rühmann die Hauptrolle spielte. Das Duett der beiden mit dem Titel Jawoll, meine Herr’n … wurde zum Kassenschlager. Im Jahr des Kriegsbeginns 1939 wurde das Projekt Wasser für Canitoga fertiggestellt: ein immens teurer Abenteuerfilm, dem mit dem Lied Goodbye Johnny wiederum ein echter Gassenhauer entsprang. 1943 hatte der zum 25-jährigen Jubiläum der UFA mit großem Aufwand produzierte Farbfilm Münchhausen einen außergewöhnlichen Publikumserfolg.
Zu den Nationalsozialisten hatte Hans Albers einerseits ein sehr distanziertes Verhältnis: Er spottete gegenüber Kollegen über das Regime, zeigte sich nie an der Seite hochrangiger NSDAP-Funktionäre und verzichtete auf die Entgegennahme eines Schauspielpreises aus der Hand von Joseph Goebbels. Überliefert ist, dass er mit Bezeichnungen spottete wie Doktor Göhbels oder betont der Herr Hitler. Dennoch war er bei Goebbels als Publikumsmagnet sehr geschätzt, konnte daher sehr hohe Gagen fordern und erhalten und wurde auf dessen Gottbegnadeten-Liste geführt.
Propagandafilme unter Mitwirkung von Hans Albers waren Flüchtlinge (1933) und Henker, Frauen und Soldaten (1935) sowie der von ihm mitproduzierte, im März 1941 uraufgeführte Film Carl Peters über den gleichnamigen Afrikakolonialisten. 1943 drehte er gemeinsam mit Ilse Werner unter der Regie Helmut Käutners den Farbfilm Große Freiheit Nr. 7. Die Dreharbeiten mussten wegen der Bombenangriffe auf Potsdam (Babelsberg) und Berlin, wo die Dreharbeiten begonnen hatten, in Prag fortgesetzt werden. Der Film wurde jedoch wegen seiner düsteren Stimmung – abgesehen von seiner Ur- und weiteren Aufführungen in Prag – erst nach Kriegsende öffentlich vorgeführt. Die Uraufführung im September 1945 in Berlin war die erste Filmpremiere nach dem Zweiten Weltkrieg.
Kurz vor Kriegsende begannen die Dreharbeiten zu Shiva und die Galgenblume, einem Kriminalfilm in Farbe, der nicht mehr fertiggestellt werden konnte. Unter der Regie Hans Steinhoffs wurde in Prag gedreht.  Aufstände und das Heranrücken der Roten Armee führten zum Abbruch der Dreharbeiten und zur Flucht von Stab und Schauspielern in Richtung Westen.

### Nach dem Zweiten Weltkrieg
Im Jahr 1946 kehrte Hansi Burg zu Albers in die Villa in Garatshausen zurück. Albers trennte sich daraufhin von seiner zwischenzeitlichen Freundin und lebte bis zu seinem Tod 1960 noch weitere 15 Jahre mit Hansi Burg in Garatshausen. Die Beziehung zu Hansi Burg wurde 2021 in dem Dokudrama Die Liebe des Hans Albers thematisiert.
Albers’ erste Produktion nach Kriegsende war der 1947 gedrehte und in Berlin spielende Film … und über uns der Himmel, der ihn als Kriegsheimkehrer zeigt. Nach dem Zweiten Weltkrieg konnte Albers seine Filmkarriere fortsetzen, unter anderem in dem sehr erfolgreichen Streifen Auf der Reeperbahn nachts um halb eins mit Heinz Rühmann. Ein Höhepunkt seines Filmschaffens in den 1950er Jahren war die 1956 gedrehte Literaturverfilmung Vor Sonnenuntergang nach Gerhart Hauptmann mit Annemarie Düringer und Claus Biederstaedt an seiner Seite. Es folgten Filme wie Der tolle Bomberg oder Das Herz von St. Pauli.
Auch mit seinen Liedern hatte er großen Erfolg. In ihnen stellte er sich schon seit 1932 als Haudegen (Flieger, grüß mir die Sonne), als Seemann (Der Wind und das Meer) und als Kavalier (Komm auf die Schaukel, Luise) dar. Um 1950 schrieb der Schweizer Komponist Artur Beul acht Lieder für Albers, darunter Sag wie heißt du, süße Kleine, Kleine Nordseeschwalbe und Nic ist braun wie eine Kaffeebohne. Sie hatten sich durch Beuls Ehefrau Lale Andersen kennengelernt. Ein großes Problem in den 1950er Jahren war seine Alkoholkrankheit, die er aber stets zu verschleiern wusste.
1957 spielte er im Staatstheater am Gärtnerplatz in München den alten Karl Knie in der Musicalversion des Seiltänzerstücks Katharina Knie von Carl Zuckmayer. Mit dieser Rolle verabschiedete er sich auch 1960 von der Bühne. 1958, zwei Jahre vor seinem Tod, war Hans Albers noch in drei Filmen zu sehen: Der Greifer (ein Kriminalfilm), Der Mann im Strom (eine Literaturverfilmung nach Siegfried Lenz) und 13 kleine Esel und der Sonnenhof. Sein letzter Film Kein Engel ist so rein kam 1960 in die Kinos. Er schließt mit dem von Hans Albers gesprochenen Satz: „Das ist das Ende“.

### Tod
Im Februar 1960 stürzte Hans Albers während der Wiener Aufführung des Musicals Katharina Knie auf der Bühne und zog sich schwere innere Verletzungen zu. Er starb fünf Monate später am 24. Juli 1960 im Alter von 68 Jahren in einem Sanatorium im Ortsteil Kempfenhausen der Gemeinde Berg am Starnberger See. Die Urne mit seiner Asche wurde in seiner Geburtsstadt Hamburg auf dem Friedhof Ohlsdorf beigesetzt.

## Audio
- Hans Albers und Hansi Burg – Glaubst Du denn, dass es schön sein wird ohne Dich?, von Daniela Herzberg, Deutschlandfunk Kultur Lange Nacht, 11. Dezember 2021, Wiederholung am 11. Januar 2025: Hans Albers Ein Held auf der Leinwand – aber nicht im Leben, 160.22 Minuten Audio-Version

## Auszeichnungen und Film
- Bei den Internationalen Filmfestspielen Berlin 1956 wurde Albers mit dem Goldenen Bären (Bester Darsteller) für Vor Sonnenuntergang ausgezeichnet.
- Am 23. Juni 1960, einen Monat vor seinem Tod, erhielt Albers das Große Verdienstkreuz des Verdienstordens der Bundesrepublik Deutschland aus der Hand von Bundespräsident Heinrich Lübke.
- Nahe der Hamburger Reeperbahn gibt es einen Hans-Albers-Platz und gleich daneben die Hans-Albers-Klause, eine beliebte Kiez-Kneipe. Die Statue auf dem Hans-Albers-Platz, die Albers als singenden Seemann darstellt, wurde von Jörg Immendorff geschaffen.[16]
- Ein Schiff der HADAG wurde 1968 nach Hans Albers benannt; mittlerweile (Stand: Mai 2022) heißt es allerdings Amisia.
- Am 3. September 2012 wurde Albers’ Stern auf dem Boulevard der Stars in Berlin eingeweiht.
- 2021 wurde der Fernsehfilm Die Liebe des Hans Albers ausgestrahlt, in dem Albers’ Beziehung zu Hansi Burg[17] im Fokus steht. Albers wurde dabei von Ken Duken dargestellt.

## Filmografie
- 1917: Die Tochter der Gräfin Stachowska
- 1917: Das Spitzentuch der Fürstin Wolkowska
- 1918: Die Dreizehn
- 1918: Das Lied der Colombine
- 1918: Der Mut zur Sünde
- 1918: Am Scheidewege
- 1918: Liebe und Leben
- 1918: Leuchtende Punkte
- 1918: Halkas Gelöbnis
- 1918: Der Fluch des Nuri
- 1918: Sadja
- 1919: Aus eines Mannes Mädchenjahren
- 1920: Das Grand Hotel Babylon
- 1920: Die 999. Nacht
- 1921: Taschendiebe
- 1922: Der böse Geist Lumpaci Vagabundus
- 1922: Menschenopfer
- 1922: Der falsche Dimitry
- 1922: Lyda Ssanin
- 1923: Irene d’Or
- 1923: Der Tiger des Zirkus Farini
- 1923: Fräulein Raffke
- 1923: Inge Larsen
- 1924: Das schöne Abenteuer
- 1924: Guillotine
- 1924: Auf Befehl der Pompadour
- 1925: Ein Sommernachtstraum
- 1925: Halbseide
- 1925: Luxusweibchen
- 1925: Vorderhaus und Hinterhaus
- 1925: Das Mädchen mit der Protektion
- 1925: Der Bankkrach Unter den Linden
- 1926: Der Prinz und die Tänzerin
- 1926: Die Gesunkenen
- 1926: Jagd auf Menschen
- 1926: Der Mann aus dem Jenseits
- 1926: Die drei Mannequins
- 1926: An der schönen blauen Donau
- 1926: Nur eine Tänzerin
- 1926: Die Warenhausprinzessin
- 1926: Die versunkene Flotte
- 1926: Nixchen
- 1926: Die Villa im Tiergarten
- 1927: Rinaldo Rinaldini
- 1927: En perfekt gentleman
- 1927: Die Frau, die nicht nein sagen kann
- 1927: Eine Dubarry von heute
- 1927: Der größte Gauner des Jahrhunderts
- 1927: Primanerliebe
- 1927: Üb’ immer Treu’ und Redlichkeit
- 1927: Der goldene Abgrund
- 1928: Frauenarzt Dr. Schäfer
- 1928: Dornenweg einer Fürstin
- 1928: Rasputins Liebesabenteuer
- 1928: Prinzessin Olala
- 1928: Saxophon-Susi
- 1928: Weib in Flammen
- 1929: Der rote Kreis
- 1929: Asphalt
- 1929: Mascottchen
- 1929: Ja, Ja, die Frau’n sind meine schwache Seite
- 1929: Vererbte Triebe
- 1929: Heilige oder Dirne
- 1929: Die Nacht gehört uns
- 1930: Der blaue Engel
- 1930: Der Greifer
- 1930: Hans in allen Gassen
- 1931: Drei Tage Liebe
- 1931: Bomben auf Monte Carlo
- 1931: Der Draufgänger
- 1932: Der weiße Dämon
- 1932: Der Sieger
- 1932: Quick
- 1932: F.P.1 antwortet nicht
- 1933: Heut’ kommt’s drauf an
- 1933: Ein gewisser Herr Gran
- 1933: Flüchtlinge
- 1934: Gold
- 1934: Peer Gynt
- 1935: Henker, Frauen und Soldaten
- 1935: Varieté
- 1936: Unter heißem Himmel
- 1936: Savoy-Hotel 217
- 1937: Die gelbe Flagge
- 1937: Der Mann, der Sherlock Holmes war
- 1938: Fahrendes Volk
- 1938: Sergeant Berry
- 1939: Wasser für Canitoga
- 1940: Ein Mann auf Abwegen
- 1940: Trenck, der Pandur
- 1941: Carl Peters
- 1943: Münchhausen
- 1944: Große Freiheit Nr. 7
- 1945: Shiva und die Galgenblume (unvollendet)
- 1947: … und über uns der Himmel
- 1950: Föhn
- 1950: Vom Teufel gejagt
- 1951: Blaubart
- 1952: Nachts auf den Straßen
- 1953: Jonny rettet Nebrador
- 1953: Käpt’n Bay-Bay
- 1954: An jedem Finger zehn
- 1954: Auf der Reeperbahn nachts um halb eins
- 1955: Der letzte Mann
- 1956: Vor Sonnenuntergang
- 1957: Die Verlobten des Todes (I fidanzati della morte)
- 1957: Der tolle Bomberg
- 1957: Das Herz von St. Pauli
- 1957: Der Greifer
- 1958: Das gab’s nur einmal
- 1958: Der Mann im Strom
- 1958: 13 kleine Esel und der Sonnenhof
- 1960: Kein Engel ist so rein

## Schallplattenaufnahmen

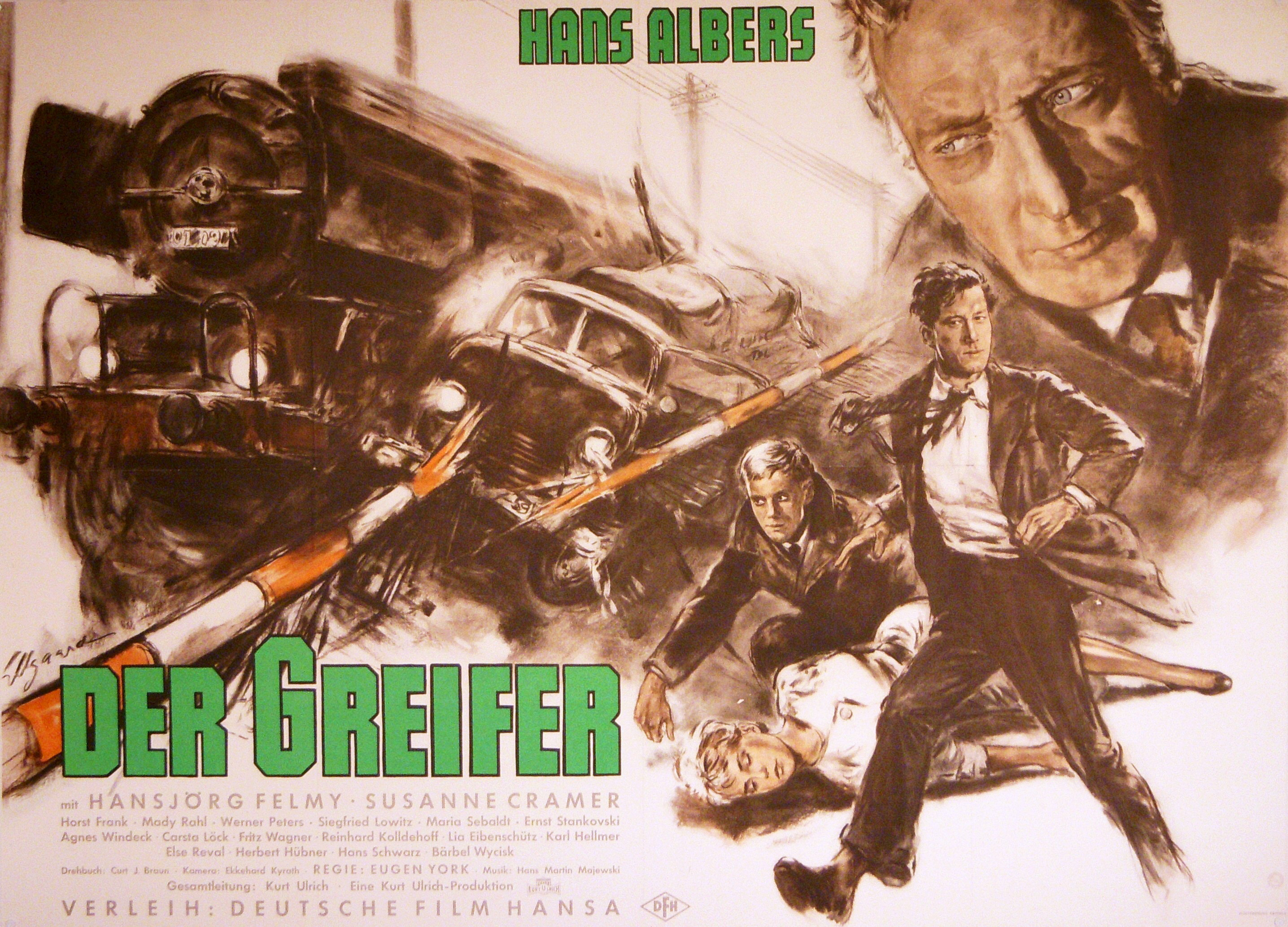
Der Greifer (1958), Filmplakat von Helmuth Ellgaard

Fast alle von Albers eingespielten Schlager entstammen den Soundtracks seiner Filme; insbesondere die Musik zu Große Freiheit Nr. 7 (1943/1944), Wasser für Canitoga (1939) und F.P.1 antwortet nicht (1932) verhalf ihm zu Popularität als Sänger. Albers’ größter musikalischer Erfolg war seine für Große Freiheit Nr. 7 aufgenommene, mit einem deutschsprachigen Text von Helmut Käutner versehene Version des alten südamerikanischen Liedes La Paloma. Die meisten Lieder aus den Jahren 1950 und 1951 stammen vom Schweizer Komponisten Artur Beul, damals der Ehemann der Sängerin Lale Andersen.
1932
- Gnädige Frau, komm’ und spiel’ mit mir (aus dem Film Quick), 11. August
- Flieger, grüß mir die Sonne (aus dem Film F.P.1 antwortet nicht), 7. Juli
- Ganz dahinten, wo der Leuchtturm steht (aus dem Film F.P.1 antwortet nicht), 7. Juli
- Ich kam aus Alabama (Oh, Susanna aus dem Film Rivalen), 13. Februar
- Hoppla, jetzt komm’ ich (Erfolgssong aus dem Film Der Sieger), 9. Februar
- Komm’ auf die Schaukel, Luise (aus dem Bühnenstück Liliom), 9. Februar
- Das ist die Liebe der Matrosen (aus dem Film Bomben auf Monte Carlo)
- In Hamburg an der Elbe (Seemannschoral)
- Kind, du brauchst nicht weinen (aus dem Film Der Draufgänger), 23. November
- Ich will Sie küssen, wenn Sie es verlangen
- Hamburger Kedelklopper (nach der Melodie von Der Stiefelputzer)

1933
- Hans im Glück (Potpourri der beliebtesten Albers-Film- und Bühnenschlager), 4. März
- Mein Gorilla hat ’ne Villa im Zoo (aus dem Film Heut kommt’s darauf an), 13. Februar
- Immer, wenn ich glücklich bin (aus dem Film Heut kommt’s darauf an), 13. Februar
- Ich bin der Hans im Glück (aus dem Film Heut kommt’s drauf an), 9. Februar
- In 24 Stunden (aus dem Film Heut kommt’s darauf an), 9. Februar

1934
- Nun muß ich fort, ade, mein Kind (aus dem Film Peer Gynt), 13. Dezember
- Ases Tod (aus dem Film Peer Gynt), 13. Dezember

1936
- Unter heißem Himmel (aus dem gleichnamigen Film), 15. Dezember
- Auf der Reeperbahn nachts um halb eins, 1. April
- In meinem Herzen, Schatz, da ist für viele Platz (aus dem Film Savoy-Hotel 217), 1. April
- Und über uns der Himmel (aus dem gleichnamigen Film), 1. April (Der gleichnamige Film wurde jedoch erst 1947 produziert)

1937
- Jawohl, meine Herr’n (aus dem Film Der Mann, der Sherlock Holmes war), 2. Juli
- Ich hab’ eine kleine Philosophie, 2. Juli

1939
- Good Bye, Jonny (aus dem Film Wasser für Canitoga)

1944

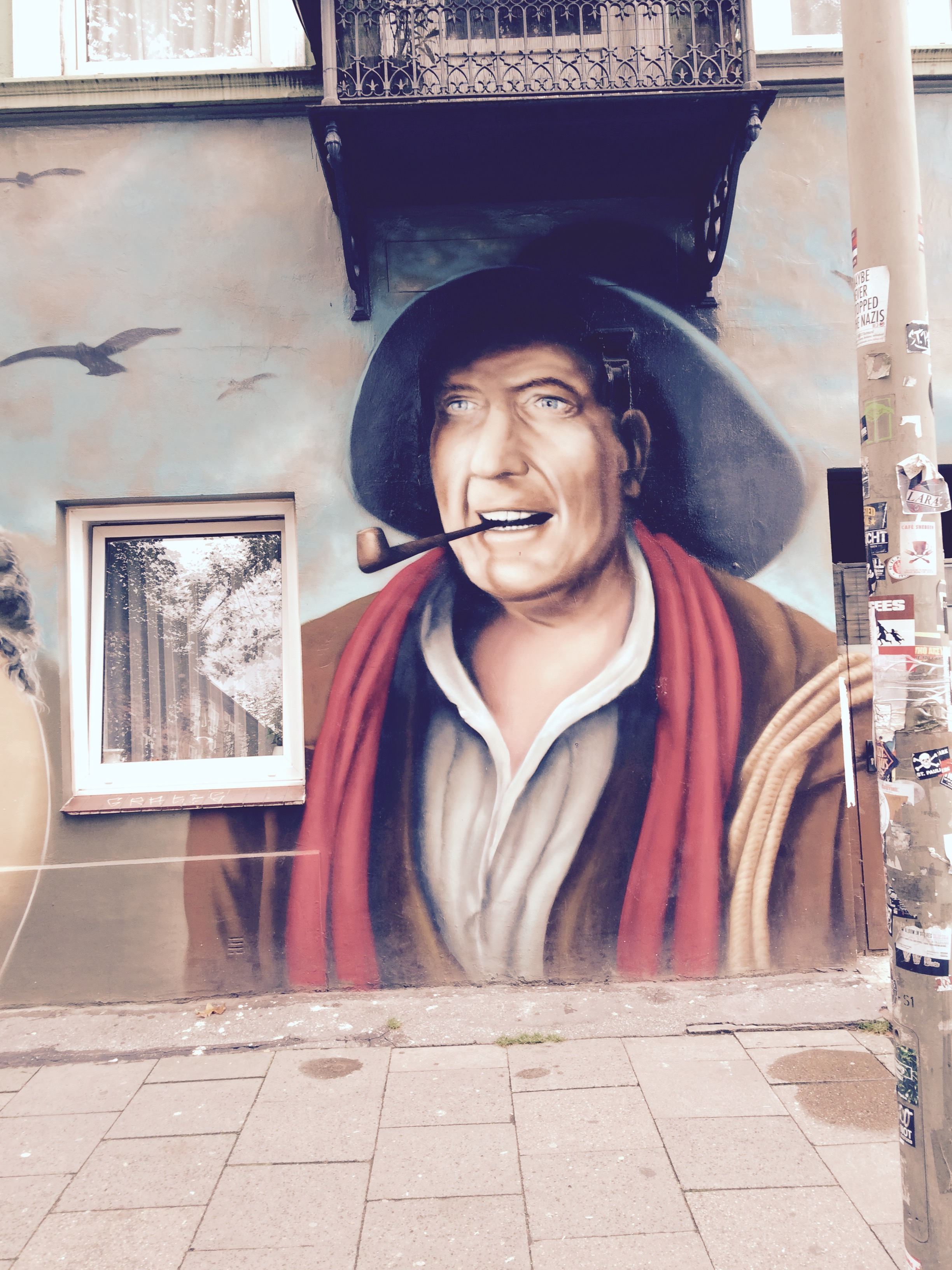
Hans-Albers-Wandbild in St. Pauli, Hein-Hoyer-Str. 36/38, 2015

- La Paloma (aus dem Film Große Freiheit Nr. 7), 19. Dezember
- Beim ersten Mal, da tut’s noch weh (aus dem Film Große Freiheit Nr. 7), 19. Dezember
- Auf der Reeperbahn nachts um halb eins (aus dem Film Große Freiheit Nr. 7)

1947
- Sehnsuchtsmusik (Lied der Ferne), 4. Dezember
- Lied der Flüchtlinge, 28. Mai
- Goodbye Johnny (aus dem Film Wasser für Canitoga), 28. Mai
- Hein Mück (aus Bremerhaven), 23. April
- Zwischen Hamburg und Haiti (aus dem gleichnamigen Film), 23. April
- Und über uns der Himmel (aus dem gleichnamigen Film)

1950
- Bohemien (langsamer Walzer), Dezember
- Föhn (Lied aus dem gleichnamigen Film), Dezember
- Rummelplatz (Walzerlied), Oktober
- Auf der Reeperbahn nachts um halb eins (Walzerlied, rare Version), Juni
- La Paloma (rare Version), Juni
- Das gibt es nur in Texas (Deep in the Heart of Texas mit Evelyn Künneke)
- In Arizona und Arkansas (Foxtrott und Duett mit Evelyn Künneke)
- Sag, wie heißt du (Seemannslied und Slowfox)
- Ich kam aus Alabama (Oh, Susanna aus dem Film Rivalen)
- Der Wind und das Meer
- Hafenlied (Beguine)
- Wenn du mein Schatz wärst (aus der Operette 3× Georges)
- Ich frag’ nicht, ob du Geld hast (aus der Operette Hopsa)
- Das Lied vom Nigger Jim (aus der Operette Hopsa)
- Das Lied vom Kolumbus (aus der Operette Hopsa)
- Nic ist braun wie eine Kaffeebohne (Marschfox mit den Geschwistern Burgstaller)
- Fünf kleine Affen (mit dem Trio Fitzett)
- Mein Onkel hat Plantagen

1951
- Kleine Nordseeschwalbe (mit den Geschwistern Burgstaller)
- Kokosnüsse und Bananen (Foxlied)
- Kapitän hieß Jack (Marschfox)

1952
- In jedem Hafen gibt’s den Blauen Peter (Tango), 11. Juni
- In Hamburg an der Elbe (Seemanns-Choral, Lied und Marsch), 11. Juni
- Auf der Reeperbahn nachts um halb eins (aus dem gleichnamigen Film)
- O Signorina-rina-rina (aus dem Film Käpt’n Bay-Bay)
- Kleine weiße Möwe (aus dem Film Käpt’n Bay-Bay)
- Komm’ auf die Schaukel, Luise (aus dem Film Auf der Reeperbahn nachts um halb eins)
- Kleine Möve, flieg nach Helgoland (aus dem Film Auf der Reeperbahn nachts um halb eins)
- Nimm mich mit, Kapitän, auf die Reise (Text: Fritz Graßhoff, aus dem Film Käpt'n Bay-Bay)

1953
- La Paloma
- Käpt’n Bay-Bay aus Shanghai (aus dem Film Käpt’n Bay-Bay)

1954
- In einer Sternennacht am Hafen (aus dem Film Auf der Reeperbahn nachts um halb eins)
- Einmal noch nach Bombay (aus dem Film Auf der Reeperbahn nachts um halb eins)

1956
- Zwischen Hamburg und Haiti

1957
- Der Mensch muß eine Heimat haben (aus dem musikalischen Bühnenstück Katharina Knie)
- Das Herz von St. Pauli (aus dem gleichnamigen Film)
- Das letzte Hemd (aus dem Film Das Herz von St. Pauli)
- Weine nicht (aus dem Film Das Herz von St. Pauli)

1958
- Ja, das Leben (aus dem Film Das Herz von St. Pauli)

1959
- Es ist egal
- Trippel, trippel, trapp (aus dem musikalischen Bühnenstück Katharina Knie)
- Mein Junge, halt’ die Füße still (aus dem Film 13 kleine Esel und der Sonnenhof)